# Metalycomedes secundus
Metalycomedes secundus is een hooiwagen uit de familie Gonyleptidae.